# Macromia pinratani
Macromia pinratani là loài chuồn chuồn trong họ Macromiidae. Loài này được Asahina mô tả khoa học đầu tiên năm 1983.